# Lijst van rijksmonumenten in Dordrecht/Voorstraat
De stad Dordrecht telt 193 inschrijvingen in het rijksmonumentregister die zijn gelegen aan of bij de Voorstraat. Hieronder een overzicht.
| Object | Oorspronkelijke functie?  | Bouwjaar                                                                             | Architect                                | Locatie                | Coördinaten?                  | Nr.?   | Afbeelding |
| --- | ------------------------- | ------------------------------------------------------------------------------------ | ---------------------------------------- | ---------------------- | ----------------------------- | ------ | --- |
| Pand met renaissance trapgevel met geblokte jonische pilasters, vlechtwerk boven de vensters en sierankers | Werk-woonhuis             | eerste kwart 17e eeuw                                                                |                                          | Voorstraat 17          | 51° 49' 9" NB, 4° 40' 20" OL  | 13739  | Meer afbeeldingen |
| Hoekpand, gepleisterde gevel met verkropte kroonlijst | Woonhuis                  | laatste kwart 18e eeuw (gevel) 17e eeuw (zijgevel)                                   |                                          | Voorstraat 25          | 51° 49' 9" NB, 4° 40' 19" OL  | 13740  | Meer afbeeldingen |
| Pand met eenvoudige lijstgevel | Woonhuis                  | 19e eeuw                                                                             |                                          | Voorstraat 57          | 51° 49' 7" NB, 4° 40' 17" OL  | 13741  | Pand met eenvoudige lijstgevel |
| Hoekpand, gevel met verkropte lijst, zadeldak tussen topgevels | Woonhuis                  | 1735 (jaartal)                                                                       |                                          | Voorstraat 61          | 51° 49' 7" NB, 4° 40' 17" OL  | 13742  | Meer afbeeldingen |
| Hoekpand met eenvoudige lijstgevel | Werk-woonhuis             | eerste helft 19e eeuw                                                                |                                          | Voorstraat 63          | 51° 49' 7" NB, 4° 40' 16" OL  | 13743  | Meer afbeeldingen |
| Pand met smalle lijstgevel | Woonhuis                  | 1750 (jaartal)                                                                       |                                          | Voorstraat 65          | 51° 49' 7" NB, 4° 40' 16" OL  | 13744  | Meer afbeeldingen |
| Pand met rood geschilderde trapgevel met getoogde vensternis om het zoldervenster en geprofileerde, natuurstenen dekplaten                                                                                             | Woonhuis                  | midden 17e eeuw                                                                      |                                          | Voorstraat 73          | 51° 49' 7" NB, 4° 40' 16" OL  | 13745  | Meer afbeeldingen |
| Pandje onder schilddak | Werk-woonhuis             | 18e eeuw                                                                             |                                          | Voorstraat bij 79      | 51° 49' 7" NB, 4° 40' 15" OL  | 13746  | Pandje onder schilddak |
| Pand met gepleisterde lijstgevel met in de kroonlijst triglyphen en metopen | Woonhuis                  | eerste helft 19e eeuw                                                                |                                          | Voorstraat 79          | 51° 49' 6" NB, 4° 40' 16" OL  | 13747  | Pand met gepleisterde lijstgevel met in de kroonlijst triglyphen en metopen |
| Pand met hoog zadeldak tussen trapgevels en hoge, brede renaissance trapgevel | Werk-woonhuis             | eerste kwart 17e eeuw                                                                |                                          | Voorstraat 83          | 51° 49' 6" NB, 4° 40' 16" OL  | 13748  | Meer afbeeldingen |
| Pand met eenvoudige lijstgevel | Woonhuis                  | eerste helft 19e eeuw                                                                |                                          | Voorstraat 93          | 51° 49' 6" NB, 4° 40' 15" OL  | 13749  | Meer afbeeldingen |
| Achterhuis voorzien van puntgevel met vlechtingen, zichtbaar vanaf de Taankade | Woonhuis                  | 17e eeuw                                                                             |                                          | Voorstraat 95          | 51° 49' 6" NB, 4° 40' 14" OL  | 13750  | Achterhuis voorzien van puntgevel met vlechtingen, zichtbaar vanaf de Taankade |
| Pand met gesausde lijstgevel | Woonhuis                  | eerste helft 19e eeuw                                                                |                                          | Voorstraat 97          | 51° 49' 6" NB, 4° 40' 14" OL  | 13751  | Pand met gesausde lijstgevel |
| Pand met hoog schilddak en eenvoudige lijstgevel | Woonhuis                  | mogelijk 18e eeuw (pand) midden 19e eeuw (lijstgevel) mogelijk 17e eeuw (achterhuis) |                                          | Voorstraat 103         | 51° 49' 6" NB, 4° 40' 14" OL  | 13752  | Pand met hoog schilddak en eenvoudige lijstgevel |
| Pand met schilddak en eenvoudige lijstgevel | Woonhuis                  | midden 19e eeuw                                                                      |                                          | Voorstraat 105         | 51° 49' 6" NB, 4° 40' 14" OL  | 13753  | Upload foto |
| Pand met schilddak en lijstgevel waarin vensters met ramen | Woonhuis                  | 18e eeuw                                                                             |                                          | Voorstraat bij 105     | 51° 49' 6" NB, 4° 40' 14" OL  | 13754  | Upload foto |
| Pand met eenvoudige lijstgevel | Woonhuis                  | midden 19e eeuw                                                                      |                                          | Voorstraat 107         | 51° 49' 5" NB, 4° 40' 14" OL  | 13755  | Pand met eenvoudige lijstgevel |
| Hoekpand met gepleisterde lijstgevel | Werk-woonhuis             | mogelijk eerste helft 19e eeuw                                                       |                                          | Voorstraat 111         | 51° 49' 5" NB, 4° 40' 14" OL  | 13756  | Meer afbeeldingen |
| Pand met geverfd trapgeveltje van het dordtse type | Woonhuis                  | laatste kwart 17e eeuw                                                               |                                          | Voorstraat 115         | 51° 49' 5" NB, 4° 40' 14" OL  | 13757  | Meer afbeeldingen |
| Pand met trapgevel van het dordtse type, gedateerd in een cartouche boven de puibalk: 1650 | Woonhuis                  | 1650 (jaartal)                                                                       |                                          | Voorstraat 119         | 51° 49' 5" NB, 4° 40' 13" OL  | 13758  | Meer afbeeldingen |
| Pand achter het noordelijke deel een afgeknotte trapgevel, met ontlastingsbogen in rode steen | Woonhuis                  | 17e eeuw                                                                             |                                          | Voorstraat 123         | 51° 49' 4" NB, 4° 40' 13" OL  | 13759  | Pand achter het noordelijke deel een afgeknotte trapgevel, met ontlastingsbogen in rode steen                                                                                                 |
| Pand met monumentale lijstgevel van vijf vensterassen met middenrisaliet en hoekpilasters | Woonhuis                  | tweede kwart 18e eeuw                                                                |                                          | Voorstraat 125         | 51° 49' 4" NB, 4° 40' 13" OL  | 13760  | Meer afbeeldingen |
| Pand met eenvoudige lijstgevel | Werk-woonhuis             | eerste helft 19e eeuw                                                                |                                          | Voorstraat 141         | 51° 49' 3" NB, 4° 40' 11" OL  | 13761  | Meer afbeeldingen |
| Pand met eenvoudige lijstgevel waarin empire ramen | Werk-woonhuis             | 18e eeuw                                                                             |                                          | Voorstraat 143         | 51° 49' 3" NB, 4° 40' 11" OL  | 13762  | Meer afbeeldingen |
| Achterhuis met schilddak en lijstgevel | Werk-woonhuis             | derde kwart 19e eeuw                                                                 |                                          | Voorstraat 159         | 51° 49' 2" NB, 4° 40' 10" OL  | 13764  | Meer afbeeldingen |
| Hoekpand, lijstgevel met schilddak. Achtergevel | Werk-woonhuis             | 17e/19e eeuw                                                                         |                                          | Voorstraat 161         | 51° 49' 2" NB, 4° 40' 10" OL  | 13765  | Meer afbeeldingen |
| Pand onder schilddak | Woonhuis                  | mogelijk 18e eeuw                                                                    |                                          | Voorstraat 163         | 51° 49' 2" NB, 4° 40' 10" OL  | 13766  | Meer afbeeldingen |
| Achter dit huis een pand met oud schilddak en achtergevel | Werk-woonhuis             | 19e eeuw                                                                             |                                          | Voorstraat 169         | 51° 49' 2" NB, 4° 40' 10" OL  | 13767  | Meer afbeeldingen |
| St. Nicolaes | Woonhuis                  | eerste kwart 17e eeuw                                                                |                                          | Nieuwbrug 3/Voorstraat | 51° 49' 2" NB, 4° 40' 9" OL   | 13768  | Meer afbeeldingen |
| Pand met aan de wijnhaven puntgevel met vlechtingen | Woonhuis                  | mogelijk 17e eeuw                                                                    |                                          | Voorstraat 177         | 51° 49' 1" NB, 4° 40' 9" OL   | 13769  | Meer afbeeldingen |
| Pand met eenvoudige gevel met dubbel verkropte lijst | Werk-woonhuis             | 18e eeuw                                                                             |                                          | Voorstraat 179         | 51° 49' 1" NB, 4° 40' 9" OL   | 13770  | Meer afbeeldingen |
| Pand met gevel met verkropte lijst, gedateerd in Romeinse cijfers: 1746 | Werk-woonhuis             | 1746 (jaartal)                                                                       |                                          | Voorstraat 181         | 51° 49' 1" NB, 4° 40' 9" OL   | 13772  | Meer afbeeldingen |
| Pand met verkropte lijstgevel | Woonhuis                  | 18e eeuw                                                                             |                                          | Voorstraat 195         | 51° 48' 60" NB, 4° 40' 8" OL  | 13774  | Pand met verkropte lijstgevel |
| Pand met hoge lijstgevel ter breedte van twee vensters | Woonhuis                  | 18e eeuw (pand) 17e eeuw (achtergevel)                                               |                                          | Voorstraat 197         | 51° 48' 60" NB, 4° 40' 9" OL  | 13775  | Pand met hoge lijstgevel ter breedte van twee vensters |
| Pand met eenvoudige lijstgevel | Woonhuis                  | eerste helft 19e eeuw (pand) 17e-18e eeuw (hoekpand)                                 |                                          | Voorstraat 205         | 51° 48' 59" NB, 4° 40' 8" OL  | 13776  | Pand met eenvoudige lijstgevel |
| Pand met eenvoudige lijstgevel | Woonhuis                  | eerste helft 19e eeuw (pand) 17e eeuw (achterzijde)                                  |                                          | Voorstraat 207         | 51° 48' 59" NB, 4° 40' 9" OL  | 13777  | Pand met eenvoudige lijstgevel |
| Pand met eenvoudige lijstgevel | Werk-woonhuis             | eerste helft 19e eeuw (pand) 17e-18e eeuw (achtergevel)                              |                                          | Voorstraat 209         | 51° 48' 59" NB, 4° 40' 8" OL  | 13778  | Pand met eenvoudige lijstgevel |
| Pand met lijstgevel | Woonhuis                  | eerste helft 19e eeuw (pand) 17e eeuw (schilddak aan de wijnhaven)                   |                                          | Voorstraat 213         | 51° 48' 59" NB, 4° 40' 8" OL  | 13779  | Pand met lijstgevel |
| Pand met verkropte lijstgevel | Werk-woonhuis             | 18e eeuw                                                                             |                                          | Voorstraat 217         | 51° 48' 58" NB, 4° 40' 9" OL  | 13780  | Pand met verkropte lijstgevel |
| Pand met eenvoudige, gepleisterde lijstgevel met late empire ramen | Woonhuis                  | 18e eeuw                                                                             |                                          | Voorstraat 225         | 51° 48' 58" NB, 4° 40' 9" OL  | 13781  | Pand met eenvoudige, gepleisterde lijstgevel met late empire ramen |
| Pand met eenvoudige tuitgevel met rollaag, eindigend in natuurstenen voluten op geprofileerde dekplaten en bekroond door een rechte lijst                                                                              | Werk-woonhuis             | 1776                                                                                 |                                          | Voorstraat 229         | 51° 48' 58" NB, 4° 40' 9" OL  | 13782  | Pand met eenvoudige tuitgevel met rollaag, eindigend in natuurstenen voluten op geprofileerde dekplaten en bekroond door een rechte lijst                                                     |
| Pand met gevel met verkropte kroonlijst en geprofileerde, hardstenen vensterdorpels | Werk-woonhuis             | 18e eeuw                                                                             |                                          | Voorstraat 231         | 51° 48' 58" NB, 4° 40' 9" OL  | 13783  | Pand met gevel met verkropte kroonlijst en geprofileerde, hardstenen vensterdorpels |
| Gevel met verkropte kroonlijst. Achterhuis puntgevel met vlechtingen | Woonhuis                  | laatste kwart 18e eeuw (pand) 17e-18e eeuw (achterhuis)                              |                                          | Voorstraat 235         | 51° 48' 57" NB, 4° 40' 9" OL  | 13784  | Meer afbeeldingen |
| Hoekpand Grote Appelsteiger. Afgeknotte, gepleisterde trapgevel van het Dordtse type met mooi gehouwen kraagstenen en sierankers                                                                                       | Werk-woonhuis             | 17e eeuw                                                                             |                                          | Voorstraat 237         | 51° 48' 57" NB, 4° 40' 9" OL  | 13785  | Hoekpand Grote Appelsteiger. Afgeknotte, gepleisterde trapgevel van het Dordtse type met mooi gehouwen kraagstenen en sierankers                                                              |
| Hoekpand Grote Appelsteiger. Huis met overkraagde zijgevel en gepleisterde lijstgevel, waarin Empire schuiframen. Achtergevel: hoge, deels vernieuwde puntgevel                                                        | Werk-woonhuis             | mogelijk eerst kwart 17e eeuw (huis) eerste helft 19e eeuw (lijstgevel)              |                                          | Voorstraat 239         | 51° 48' 57" NB, 4° 40' 9" OL  | 13786  | Meer afbeeldingen |
| Pand met tot puntgevel gewijzigde trapgevel waarin schuiframen stijl | Woonhuis                  | mogelijk tweede helft 18e eeuw                                                       |                                          | Voorstraat 241         | 51° 48' 57" NB, 4° 40' 9" OL  | 13787  | Pand met tot puntgevel gewijzigde trapgevel waarin schuiframen stijl |
| Pand met hoge lijstgevel | Werk-woonhuis             | laatste kwart 18e eeuw                                                               |                                          | Voorstraat 243         | 51° 48' 57" NB, 4° 40' 9" OL  | 13788  | Pand met hoge lijstgevel |
| Gevel met verkropte lijst en oude vensterkozijnen | Woonhuis                  | laatste helft 18e eeuw                                                               |                                          | Voorstraat 247         | 51° 48' 57" NB, 4° 40' 9" OL  | 13789  | Gevel met verkropte lijst en oude vensterkozijnen |
| Pand met verkropte lijstgevel | Werk-woonhuis             | 18e eeuw                                                                             |                                          | Voorstraat 255         | 51° 48' 57" NB, 4° 40' 8" OL  | 13791  | Meer afbeeldingen |
| De Pauw | Werk-woonhuis             | 1618 (pand) tweede helft 18e eeuw (pui)                                              |                                          | Voorstraat 259         | 51° 48' 56" NB, 4° 40' 8" OL  | 13792  | Meer afbeeldingen |
| Samengetrokken uit twee panden die aan de Wijnhaven een puntgevel met vlechtingen en een lijstgevel hebben. Dak vernieuwd                                                                                              | Werk-woonhuis             | 17e eeuw (vlechtingen) 18e eeuw (lijstgevel)                                         |                                          | Voorstraat 261         | 51° 48' 56" NB, 4° 40' 7" OL  | 13793  | Samengetrokken uit twee panden die aan de Wijnhaven een puntgevel met vlechtingen en een lijstgevel hebben. Dak vernieuwd                                                                     |
| Pand met aan de wijnhaven gevel onder rechte lijst | Werk-woonhuis             | 17e eeuw (gevel)                                                                     |                                          | Voorstraat 263         | 51° 48' 56" NB, 4° 40' 7" OL  | 13794  | Pand met aan de wijnhaven gevel onder rechte lijst |
| Smalste huis van Dordrecht. Pand met smalle gevel, een vensteras breed, gebouwd boven de 'donkere steiger' | Woonhuis                  | 1632 (jaartal)                                                                       |                                          | Voorstraat 265         | 51° 48' 56" NB, 4° 40' 7" OL  | 13796  | Meer afbeeldingen |
| Pand met geelgepleisterde lijstgevel | Werk-woonhuis             | eerste helft 18e eeuw (gevel) 17e-18e eeuw (zijde Wijnhaven)                         |                                          | Voorstraat 267         | 51° 48' 56" NB, 4° 40' 6" OL  | 13797  | Pand met geelgepleisterde lijstgevel |
| Pand met lijstgevel | Werk-woonhuis             | 18e eeuw                                                                             |                                          | Voorstraat 269         | 51° 48' 56" NB, 4° 40' 6" OL  | 13798  | Pand met lijstgevel |
| Pand met aan de wijnhaven afgeknotte trapgevel met ontlastingsbogen en oude kozijnen | Werk-woonhuis             | 17e eeuw                                                                             |                                          | Voorstraat 271         | 51° 48' 55" NB, 4° 40' 6" OL  | 13799  | Pand met aan de wijnhaven afgeknotte trapgevel met ontlastingsbogen en oude kozijnen |
| Pand met verkropte lijstgevel met aan de wijnhaven puntgevel met vlechtingen | Werk-woonhuis             | 18e eeuw (pand) mogelijk 17e eeuw (vlechtingen zijde Wijnhaven)                      |                                          | Voorstraat 277         | 51° 48' 55" NB, 4° 40' 5" OL  | 13800  | Meer afbeeldingen |
| Pand met lijstgevel en gevel aan de wijnhaven onder rechte lijst | Woonhuis                  | 18e eeuw (pand) 17e eeuw (Wijnhaven)                                                 |                                          | Voorstraat 279         | 51° 48' 55" NB, 4° 40' 5" OL  | 13801  | Meer afbeeldingen |
| Hoog pand met schilddak en lijstgevel met geprofileerde vensteromlijstingen en in de eerste verdieping schuiframen uit de bouwtijd van de gevel. Achtergevel aan de Wijnhaven met drielichtskozijn                     | Werk-woonhuis             | eerste helft 19e eeuw (pand) 17e eeuw (achtergevel)                                  |                                          | Voorstraat 281         | 51° 48' 55" NB, 4° 40' 5" OL  | 13802  | Meer afbeeldingen |
| Pand met gevel met verkropte lijst en empire schuiframen | Woonhuis                  | tweede helft 18e eeuw (pand) ca. 1600 (zijde Voorstraatshaven)                       |                                          | Voorstraat 305         | 51° 48' 53" NB, 4° 40' 0" OL  | 13803  | Meer afbeeldingen |
| Pand met aan de voorstraatshaven puntgevel | Werk-woonhuis             |                                                                                      |                                          | Voorstraat 313         | 51° 48' 53" NB, 4° 39' 59" OL | 13804  | Meer afbeeldingen |
| Hoekpand Vriesestraatsteiger met hoog schilddak waarin dakvenster; gepleisterde voorgevel met decoratie. Puntgevel aan de Voorstraatshaven                                                                             | Appartementengebouw       | mogelijk 16e eeuw (huis) derde kwart 19e eeuw (decoratie) 17e eeuw (puntgevel)       |                                          | Voorstraat 319         | 51° 48' 52" NB, 4° 39' 59" OL | 13805  | Hoekpand Vriesestraatsteiger met hoog schilddak waarin dakvenster; gepleisterde voorgevel met decoratie. Puntgevel aan de Voorstraatshaven                                                    |
| Pand met in natuursteen-imitatie gepleisterde lijstgevel en flauw getoogde vensters | Werk-woonhuis             | eerste helft 19e eeuw                                                                |                                          | Voorstraat 323         | 51° 48' 52" NB, 4° 39' 58" OL | 13806  | Meer afbeeldingen |
| Pand met in imitatie-natuursteen gepleisterde lijstgevel | Werk-woonhuis             | tweede helft 19e eeuw (pand) mogelijk 17e eeuw (bij Voorstraatshaven)                |                                          | Voorstraat 327         | 51° 48' 52" NB, 4° 39' 58" OL | 13807  | Meer afbeeldingen |
| Pand met verminkte trapgevel | Werk-woonhuis             | mogelijk 18e eeuw (pand) 17e eeuw (bij Voorstraatshaven)                             |                                          | Voorstraat 329         | 51° 48' 52" NB, 4° 39' 58" OL | 13808  | Meer afbeeldingen |
| Pand met mooie trapgevel van het Dordtse type | Woonhuis                  | 1612 (jaartal)                                                                       |                                          | Voorstraat 331         | 51° 48' 52" NB, 4° 39' 58" OL | 13809  | Meer afbeeldingen |
| Twee panden, waarvan de parterres tot een winkelruimte zijn samengetrokken. Het linker heeft een lijstgevel en het rechter een dubbel verkropte lijst uit dezelfde tijd                                                | Werk-woonhuis             | 18e eeuw (lijstgevel)                                                                |                                          | Voorstraat 337         | 51° 48' 52" NB, 4° 39' 57" OL | 13810  | Meer afbeeldingen |
| Pand met lijstgevel | Werk-woonhuis             | tweede kwart 18e eeuw (pand) 17e-18e eeuw (zijde Voorstraatshaven)                   |                                          | Voorstraat 341         | 51° 48' 52" NB, 4° 39' 57" OL | 13811  | Pand met lijstgevel |
| Pand met lijstgevel | Werk-woonhuis             | 18e eeuw                                                                             |                                          | Voorstraat 343         | 51° 48' 52" NB, 4° 39' 56" OL | 13812  | Pand met lijstgevel |
| Pand met lijstgevel | Woonhuis                  | 18e eeuw                                                                             |                                          | Voorstraat 345         | 51° 48' 52" NB, 4° 39' 56" OL | 13813  | Pand met lijstgevel |
| Hoekpand Visbrug met lijstgevel | Woonhuis                  | 18e eeuw                                                                             |                                          | Voorstraat 347         | 51° 48' 51" NB, 4° 39' 56" OL | 13814  | Hoekpand Visbrug met lijstgevel |
| Pand met lijstgevel | Werk-woonhuis             | mogelijk midden 19e eeuw (pand) 17e eeuw (zijde Voorstraatshaven)                    |                                          | Voorstraat 353         | 51° 48' 50" NB, 4° 39' 54" OL | 13815  | Meer afbeeldingen |
| Pand met achtergevel aan de Voorstraatshaven | Werk-woonhuis             | 17e-18e eeuw                                                                         |                                          | Voorstraat 359         | 51° 48' 50" NB, 4° 39' 54" OL | 13816  | Meer afbeeldingen |
| Hoekpand Lombardbrug. Gevel met verkropte kroonlijst voor huis met twee parallel lopende zadeldaken evenwijdig aan de straat tussen puntgevels. Zakgoot. Achtergevel houtskelet                                        | Woonhuis                  | 18e eeuw                                                                             |                                          | Voorstraat 369         | 51° 48' 49" NB, 4° 39' 50" OL | 13817  | Meer afbeeldingen |
| Pand met eenvoudige puntgevel | Werk-woonhuis             | eerste kwart 18e eeuw                                                                |                                          | Voorstraat 371         | 51° 48' 49" NB, 4° 39' 50" OL | 13818  | Meer afbeeldingen |
| Pand met halsgevel met natuurstenen voluten en geprofileerd segmentvormig fronton | Woonhuis                  | mogelijk ca. 1700                                                                    |                                          | Voorstraat 373         | 51° 48' 49" NB, 4° 39' 50" OL | 13819  | Meer afbeeldingen |
| Pand met aan de voorstraatshaven vakwerkgevel met tweelichtvensters | Werk-woonhuis             |                                                                                      |                                          | Voorstraat 375         | 51° 48' 49" NB, 4° 39' 50" OL | 13820  | Meer afbeeldingen |
| Pand met aan de achterzijde puntgevel | Woonhuis                  | mogelijk 17e eeuw                                                                    |                                          | Voorstraat 383         | 51° 48' 48" NB, 4° 39' 49" OL | 13821  | Pand met aan de achterzijde puntgevel |
| Pand met aan de achterzijde puntgevel | Werk-woonhuis             | mogelijk 17e eeuw                                                                    |                                          | Voorstraat 385         | 51° 48' 48" NB, 4° 39' 49" OL | 13822  | Meer afbeeldingen |
| Pand met Dordtse gevel | Werk-woonhuis             | mogelijk 17e eeuw (puntgevel) tweede helft 18e eeuw (Dortse gevel)                   |                                          | Voorstraat 387         | 51° 48' 48" NB, 4° 39' 48" OL | 13823  | Meer afbeeldingen |
| Hoekpand Botgenssteiger met gepleisterde lijstgevel, natuursteen-imitatie. Kroonlijst met consoles en vensters. Aan de Voorstraatshaven sterk vernieuwde lijstgevel met onderkraagde parterre                          | Woonhuis                  | tweede helft 19e eeuw                                                                |                                          | Voorstraat 399         | 51° 48' 49" NB, 4° 39' 46" OL | 13824  | Hoekpand Botgenssteiger met gepleisterde lijstgevel, natuursteen-imitatie. Kroonlijst met consoles en vensters. Aan de Voorstraatshaven sterk vernieuwde lijstgevel met onderkraagde parterre |
| Pand met gepleisterde lijstgevel | Werk-woonhuis             | mogelijk tweede kwart 19e eeuw                                                       |                                          | Voorstraat 401         | 51° 48' 49" NB, 4° 39' 46" OL | 13825  | Pand met gepleisterde lijstgevel |
| Pand met rood gesausde lijstgevel | Werk-woonhuis             | 17e/18e eeuw                                                                         |                                          | Voorstraat 403         | 51° 48' 49" NB, 4° 39' 46" OL | 13826  | Meer afbeeldingen |
| Pand met aan de voorstraatshaven puntgevel en aan de voorstraat gevel met getoogde vensters en in de kroonlijst rechthoekige liggende vensters                                                                         | Woonhuis                  | mogelijk 18e eeuw/derde kwart 19e eeuw                                               |                                          | Voorstraat 405         | 51° 48' 49" NB, 4° 39' 45" OL | 13827  | Meer afbeeldingen |
| Pand met gevel met verkropte lijst | Woonhuis                  | tweede helft 18e eeuw/mogelijk 17e eeuw                                              |                                          | Voorstraat 407         | 51° 48' 49" NB, 4° 39' 45" OL | 13828  | Meer afbeeldingen |
| Pand met verkropte lijstgevel | Onderdeel woningen e.d.   | 18e eeuw                                                                             |                                          | Voorstraat 411         | 51° 48' 49" NB, 4° 39' 44" OL | 13829  | Meer afbeeldingen |
| Pand met gevel onder rechte lijst | Woonhuis                  | 17e eeuw                                                                             |                                          | Voorstraat 413         | 51° 48' 49" NB, 4° 39' 44" OL | 13830  | Meer afbeeldingen |
| Pand met dordtse trapgevel, afgeknot | Werk-woonhuis             | 1668                                                                                 |                                          | Voorstraat 415         | 51° 48' 49" NB, 4° 39' 44" OL | 13831  | Meer afbeeldingen |
| Pand met tuitgevel met zijvoluten | Woonhuis                  | tweede helft 18e eeuw/17e=18e eeuw                                                   |                                          | Voorstraat 417         | 51° 48' 49" NB, 4° 39' 44" OL | 13832  | Meer afbeeldingen |
| Pand met gevel onder geprofileerde lijst | Woonhuis                  | derde kwart 19e eeuw/mogelijk 17e eeuw                                               |                                          | Voorstraat 419         | 51° 48' 49" NB, 4° 39' 43" OL | 13833  | Pand met gevel onder geprofileerde lijst |
| Pand met eenvoudige lijstgevel | Werk-woonhuis             | eerste helft 19e eeuw/17e eeuw                                                       |                                          | Voorstraat 447         | 51° 48' 49" NB, 4° 39' 39" OL | 13834  | Pand met eenvoudige lijstgevel |
| Pand met eenvoudige lijstgevel | Werk-woonhuis             | midden 19e eeuw/17e-18e eeuw                                                         |                                          | Voorstraat 449         | 51° 48' 49" NB, 4° 39' 39" OL | 13835  | Pand met eenvoudige lijstgevel |
| Hoekpand Ruitensteiger met eenvoudige lijstgevel, lijst verkropt. Gevel aan de Voorstraatshaven gepleisterd | Werk-woonhuis             | 18e eeuw                                                                             |                                          | Voorstraat 451         | 51° 48' 49" NB, 4° 39' 39" OL | 13836  | Hoekpand Ruitensteiger met eenvoudige lijstgevel, lijst verkropt. Gevel aan de Voorstraatshaven gepleisterd                                                                                   |
| Pand met aan de voorstraatshaven een gepleisterde puntgevel | Werk-woonhuis             | 17e eeuw                                                                             |                                          | Voorstraat 455         | 51° 48' 49" NB, 4° 39' 38" OL | 13837  | Pand met aan de voorstraatshaven een gepleisterde puntgevel |
| Pand met aan de voorstraatshaven gevel | Werk-woonhuis             | mogelijk 17e eeuw                                                                    |                                          | Voorstraat 457         | 51° 48' 49" NB, 4° 39' 38" OL | 13838  | Pand met aan de voorstraatshaven gevel |
| Hoekpand Driehuissteiger. Aan de Voorstraatshaven gevel onder rechte lijst | Werk-woonhuis             | mogelijk 17e eeuw                                                                    |                                          | Voorstraat 467         | 51° 48' 49" NB, 4° 39' 37" OL | 13839  | Hoekpand Driehuissteiger. Aan de Voorstraatshaven gevel onder rechte lijst |
| Hoekpand Driehuissteiger. Pand met eenvoudige in rustica-imitatie gepleisterde lijstgevel. Gevel aan de Voorstraatshaven onder rechte lijst                                                                            | Werk-woonhuis             | eerste helft 19e eeuw 17e eeuw (zijde Voorstraatshaven)                              |                                          | Voorstraat 469         | 51° 48' 49" NB, 4° 39' 36" OL | 13840  | Hoekpand Driehuissteiger. Pand met eenvoudige in rustica-imitatie gepleisterde lijstgevel. Gevel aan de Voorstraatshaven onder rechte lijst                                                   |
| Pand met eenvoudige lijstgevel met schuiframen | Werk-woonhuis             | 18e eeuw (pand) ca. 1600 (zijde Voorstraatshaven)                                    |                                          | Voorstraat 473         | 51° 48' 49" NB, 4° 39' 36" OL | 13841  | Meer afbeeldingen |
| Pand met halsgevel met segmentvormig fronton en zijstukken | Woonhuis                  | 1699 (jaartal)                                                                       |                                          | Voorstraat 483         | 51° 48' 50" NB, 4° 39' 34" OL | 13842  | Meer afbeeldingen |
| Pand met aan de voorstraatshaven gepleisterd puntgeveltje met tweelichtvensters | Werk-woonhuis             |                                                                                      |                                          | Voorstraat 485         | 51° 48' 50" NB, 4° 39' 34" OL | 13843  | Meer afbeeldingen |
| Pand achter lijstgevel met stucversieringen en afgeronde vensterhoeken | Werk-woonhuis             | derde kwart 19e eeuw                                                                 |                                          | Voorstraat 487         | 51° 48' 50" NB, 4° 39' 34" OL | 13844  | Meer afbeeldingen |
| Hoekpand Leuvebrug. Gevel met verkropte kroonlijst. Achtergevel. Vensters met oude kozijnen en schuiframen | Woonhuis                  |                                                                                      |                                          | Voorstraat 489         | 51° 48' 50" NB, 4° 39' 34" OL | 13845  | Meer afbeeldingen |
| Pand met gepleisterde trapgevel waarin empire schuiframen | Woonhuis                  | mogelijk 17e eeuw/18e eeuw                                                           |                                          | Voorstraat 8           | 51° 49' 9" NB, 4° 40' 21" OL  | 13846  | Meer afbeeldingen |
| Pand met gevel met verkropte kroonlijst | Woonhuis                  | tweede helft 18e eeuw                                                                |                                          | Voorstraat 10          | 51° 49' 9" NB, 4° 40' 21" OL  | 13847  | Meer afbeeldingen |
| Pand met eenvoudige lijstgevel voor ouder pand | Werk-woonhuis             | midden 19e eeuw                                                                      |                                          | Voorstraat 12          | 51° 49' 9" NB, 4° 40' 21" OL  | 13848  | Pand met eenvoudige lijstgevel voor ouder pand |
| Pand met eenvoudige lijstgevel | Woonhuis                  | midden 19e eeuw                                                                      |                                          | Voorstraat 14          | 51° 49' 9" NB, 4° 40' 21" OL  | 13849  | Pand met eenvoudige lijstgevel |
| Pand met lijstgevel | Werk-woonhuis             | ca. 1800                                                                             |                                          | Voorstraat 18          | 51° 49' 9" NB, 4° 40' 20" OL  | 13850  | Pand met lijstgevel |
| Twee lijstgevels, waaronder nu een winkel; eenvoudige lijstgevel en lijstgevel met kroonlijst, waarin triglyphen en metopen                                                                                            | Woonhuis                  | eerste helft 19e eeuw (1e lijstgevel) tweede kwart 18e eeuw (2e lijstgevel)          |                                          | Voorstraat 48          | 51° 49' 8" NB, 4° 40' 19" OL  | 13851  | Meer afbeeldingen |
| Pand met lijstgevel met deuromlijsting, bovenlicht en stoep kelderpoortje met geblokte toog | Werk-woonhuis             | ca. 1800                                                                             |                                          | Voorstraat 50          | 51° 49' 7" NB, 4° 40' 18" OL  | 13852  | Meer afbeeldingen |
| Hoekpand Nieuwkerkstraat. Gepleisterde lijstgevel met deurpartij, stoep en hek. Huis met oorspronkelijke gevel aan de Nieuwkerkstraat                                                                                  | Woonhuis                  | laatste kwart 18e eeuw (lijstevel) 16e eeuw (huis)                                   |                                          | Voorstraat 54          | 51° 49' 7" NB, 4° 40' 18" OL  | 13853  | Meer afbeeldingen |
| Pand met eenvoudige gevel met verkropte kroonlijst | Woonhuis                  | laatste kwart 18e eeuw                                                               |                                          | Voorstraat 58          | 51° 49' 7" NB, 4° 40' 18" OL  | 13854  | Meer afbeeldingen |
| Pand met eenvoudige gevel met dubbel verkropte kroonlijst | Woonhuis                  | laatste kwart 18e eeuw                                                               |                                          | Voorstraat 60          | 51° 49' 7" NB, 4° 40' 17" OL  | 13855  | Meer afbeeldingen |
| Pand met lijstgevel met consoles | Woonhuis                  | derde kwart 19e eeuw                                                                 |                                          | Voorstraat 62          | 51° 49' 6" NB, 4° 40' 17" OL  | 13856  | Meer afbeeldingen |
| Pand met gepleisterde tuitgevel met voluten | Woonhuis                  | 17e eeuw                                                                             |                                          | Voorstraat 74          | 51° 49' 6" NB, 4° 40' 17" OL  | 13857  | Meer afbeeldingen |
| Pand met afgeknotte trapgevel met natuurstenen waterlijst boven de parterre en natuurstenen band | Woonhuis                  | eerste helft 17e eeuw                                                                |                                          | Voorstraat 80          | 51° 49' 6" NB, 4° 40' 17" OL  | 13858  | Meer afbeeldingen |
| Pakhuis met lijstgevel afgesloten door verkropte kroonlijst | Woonhuis                  | 18e eeuw                                                                             |                                          | Voorstraat 82          | 51° 49' 6" NB, 4° 40' 17" OL  | 13859  | Pakhuis met lijstgevel afgesloten door verkropte kroonlijst |
| Pand met hoge lijstgevel, gesneden kroonlijst met consoles en jaartal: 1723 | Woonhuis                  | 1723 (jaartal)                                                                       |                                          | Voorstraat 84          | 51° 49' 6" NB, 4° 40' 17" OL  | 13860  | Meer afbeeldingen |
| Pand met eenvoudige lijstgevel | Woonhuis                  | eerste helft 19e eeuw                                                                |                                          | Voorstraat 86          | 51° 49' 6" NB, 4° 40' 16" OL  | 13861  | Meer afbeeldingen |
| Pand met gepleisterde gotische gevel voor huis van parterre en twee verdiepingen | Werk-woonhuis             | eerste helft 16e eeuw                                                                |                                          | Voorstraat 96          | 51° 49' 5" NB, 4° 40' 15" OL  | 13862  | Meer afbeeldingen |
| Pand met gepleisterde gotische gevel waarvan de vensters gevat zijn in halfrond gesloten nissen | Woonhuis                  | eerste helft 16e eeuw / 18e eeuw                                                     |                                          | Voorstraat 102         | 51° 49' 5" NB, 4° 40' 16" OL  | 13863  | Meer afbeeldingen |
| Hoekpand Heer Heymansuysstraat. Lijstgevel met gesneden consoles (Lodewijk XV) en verkropte kroonlijst. Empire schuiframen. In het souterrain getoogde poort. Het pand staat bekend onder de bijnaam "De Wijnpers"     | Woonhuis                  | Tussen 1345 en 1487 (op basis van dendrochronologisch onderzoek ) / 1771 (gevel)     |                                          | Voorstraat 106         | 51° 49' 5" NB, 4° 40' 15" OL  | 13864  | Meer afbeeldingen |
| Pastorie Oud-Katholieke Kerk | Woonhuis                  | eerste helft 19e eeuw (lijstgevel)                                                   |                                          | Voorstraat 118         | 51° 49' 4" NB, 4° 40' 14" OL  | 13865  | Meer afbeeldingen |
| Oud-Katholieke Kerk | Kerk en kerkonderdeel     | 1842 (stichtingssteen)                                                               | G.N. Itz                                 | Voorstraat 120         | 51° 49' 3" NB, 4° 40' 16" OL  | 13866  | Meer afbeeldingen |
| Pand met verkropte lijstgevel | Werk-woonhuis             | laatste kwart 18e eeuw                                                               |                                          | Voorstraat 128         | 51° 49' 4" NB, 4° 40' 14" OL  | 13867  | Pand met verkropte lijstgevel |
| Pand met gepleisterde lijstgevel met verkropte kroonlijst waarin jaartal | Werk-woonhuis             | 1734 (jaartal)                                                                       |                                          | Voorstraat 136         | 51° 49' 3" NB, 4° 40' 13" OL  | 13868  | Meer afbeeldingen |
| Pand met lijstgevel ter breedte van zeven vensterassen met twee risalieten | Vergadering en vereniging | ca. 1650 (festoenen en cartouches)                                                   |                                          | Voorstraat 142         | 51° 49' 3" NB, 4° 40' 12" OL  | 13869  | Meer afbeeldingen |
| Pand met eenvoudige lijstgevel | Woonhuis                  | tweede kwart 19e eeuw                                                                |                                          | Voorstraat 160         | 51° 49' 1" NB, 4° 40' 11" OL  | 13870  | Meer afbeeldingen |
| Pand met lijstgevel met verkropte kroonlijst | Werk-woonhuis             | 1759 (jaartal)                                                                       |                                          | Voorstraat 162         | 51° 49' 1" NB, 4° 40' 11" OL  | 13871  | Meer afbeeldingen |
| Pand met eenvoudige lijstgevel | Werk-woonhuis             | tweede kwart 19e eeuw                                                                |                                          | Voorstraat 164         | 51° 49' 1" NB, 4° 40' 10" OL  | 13872  | Meer afbeeldingen |
| Pand met gepleisterde lijstgevel met rijk gesneden kroonlijst, en consoles | Woonhuis                  | derde kwart 19e eeuw                                                                 |                                          | Voorstraat 168         | 51° 49' 1" NB, 4° 40' 10" OL  | 13873  | Meer afbeeldingen |
| Pand met rijk versierde renaissance trapgevel, gedateerd in cartouche boven het rechter venster van de eerste verdieping                                                                                               | Woonhuis                  | 1603 (jaartal)                                                                       |                                          | Voorstraat 170         | 51° 49' 0" NB, 4° 40' 10" OL  | 13874  | Meer afbeeldingen |
| Pand met in natuursteen-imitatie gepleisterde lijstgevel | Werk-woonhuis             | 18e eeuw                                                                             |                                          | Voorstraat 172         | 51° 49' 0" NB, 4° 40' 10" OL  | 13875  | Meer afbeeldingen |
| Pand met eenvoudige lijstgevel | Werk-woonhuis             | ca. 1800                                                                             |                                          | Voorstraat 176         | 51° 49' 0" NB, 4° 40' 10" OL  | 13876  | Pand met eenvoudige lijstgevel |
| PAND met Lodewijk XIV lijstgevel, vijf vensterassen breed, met rijk versierde middenrisaliet, waarin gesneden omlijstingen (ranken, klauwstukken, vrouwelijke hermen en schelpmotieven) van deur en verdiepingsvenster | Woonhuis                  | tweede kwart 18e eeuw                                                                |                                          | Voorstraat 178         | 51° 48' 60" NB, 4° 40' 10" OL | 13877  | Meer afbeeldingen |
| In den Coninck van Enghelant | Woonhuis                  | 1626 (jaartal)                                                                       |                                          | Voorstraat 182         | 51° 48' 59" NB, 4° 40' 10" OL | 13878  | Meer afbeeldingen |
| Munt van Holland | Woonhuis                  | midden 16e eeuw 1555 (poortje)                                                       |                                          | Voorstraat 186         | 51° 48' 59" NB, 4° 40' 10" OL | 13879  | Meer afbeeldingen |
| Muntpoortje | Woonhuis                  | 1555                                                                                 |                                          | Voorstraat 188         | 51° 48' 59" NB, 4° 40' 11" OL | 13880  | Meer afbeeldingen |
| Oostenrijck | Woonhuis                  | 1561 (jaartal)                                                                       |                                          | Voorstraat 190         | 51° 48' 58" NB, 4° 40' 10" OL | 13881  | Meer afbeeldingen |
| Pand met eenvoudige lijstgevel | Woonhuis                  | ca. 1800                                                                             |                                          | Voorstraat 196         | 51° 48' 58" NB, 4° 40' 11" OL | 13882  | Meer afbeeldingen |
| Pand achter brede gepleisterde lijstgevel ter breedte van vier vensters | Woonhuis                  | eerste helft 19e eeuw                                                                |                                          | Voorstraat 198         | 51° 48' 58" NB, 4° 40' 10" OL | 13883  | Pand achter brede gepleisterde lijstgevel ter breedte van vier vensters |
| Pand met lijstgevel voor een huis, dat de poort bevat, die vanuit de voorstraat toegang geeft tot het hof | Woonhuis                  | 18e eeuw (pand) 1575 (poort)                                                         |                                          | Voorstraat 214         | 51° 48' 57" NB, 4° 40' 10" OL | 13884  | Meer afbeeldingen |
| Augustijnenkerk | Kerk en kerkonderdeel     | 13e eeuw                                                                             |                                          | Voorstraat 216         | 51° 48' 56" NB, 4° 40' 9" OL  | 13885  | Meer afbeeldingen |
| Huisje naast de augustijnenkerk met schilddak en gepleisterde lijstgevel | Woonhuis                  | 17e eeuw (huisje) eerste helft 19e eeuw (lijstgevel)                                 |                                          | Voorstraat 218         | 51° 48' 56" NB, 4° 40' 9" OL  | 13886  | Huisje naast de augustijnenkerk met schilddak en gepleisterde lijstgevel |
| Pand met late empire gevel gepleisterd en in de kroonlijst versierd met rechthoekige, verdiepte velden | Woonhuis                  | ca. 1850                                                                             |                                          | Voorstraat 220         | 51° 48' 56" NB, 4° 40' 9" OL  | 13887  | Meer afbeeldingen |
| Pand met geveltje met verkropte lijst | Onderdeel woningen e.d.   | 1733 (jaartal)                                                                       |                                          | Voorstraat 222         | 51° 48' 55" NB, 4° 40' 9" OL  | 13888  | Meer afbeeldingen |
| Hoekpand Nieuwstraat. Vijf vensterassen brede lijstgevel met in de kroonlijst triglyphen en metopen. Schuiframen | Werk-woonhuis             | eerste helft 19e eeuw                                                                |                                          | Voorstraat 230         | 51° 48' 55" NB, 4° 40' 7" OL  | 13889  | Meer afbeeldingen |
| Pand met hoge lijstgevel met attiekverdieping en balkonhekken | Werk-woonhuis             | tweede kwart 19e eeuw                                                                |                                          | Voorstraat 232         | 51° 48' 55" NB, 4° 40' 7" OL  | 13890  | Meer afbeeldingen |
| Pand met verkropte lijstgevel | Woonhuis                  | tweede helft 18e eeuw                                                                |                                          | Voorstraat 246         | 51° 48' 55" NB, 4° 40' 5" OL  | 13891  | Meer afbeeldingen |
| Rozijnkorf (voormalig) | Werk-woonhuis             | tweede helft 18e eeuw                                                                |                                          | Voorstraat 250         | 51° 48' 54" NB, 4° 40' 5" OL  | 13892  | Meer afbeeldingen |
| Gebouw, oorspronkelijk drie huizen, nu samengetrokken tot een winkelpand met woonhuizen erboven | Werk-woonhuis             | 1753 (midden) 1762 (rechts)                                                          |                                          | Voorstraat 252         | 51° 48' 54" NB, 4° 40' 4" OL  | 13893  | Meer afbeeldingen |
| Hoekpand Tolbrugstraat. Landzijde met verkropte lijstgevel | Woonhuis                  | 18e eeuw                                                                             |                                          | Voorstraat 260         | 51° 48' 53" NB, 4° 40' 2" OL  | 13894  | Hoekpand Tolbrugstraat. Landzijde met verkropte lijstgevel |
| Pand met eenvoudige verkropte lijstgevel | Woonhuis                  | 18e eeuw                                                                             |                                          | Voorstraat bij 276     | 51° 48' 52" NB, 4° 39' 59" OL | 13895  | Pand met eenvoudige verkropte lijstgevel |
| Pand met verkropte lijstgevel | Werk-woonhuis             | 1762 (jaartal)                                                                       |                                          | Voorstraat 278         | 51° 48' 52" NB, 4° 39' 59" OL | 13896  | Pand met verkropte lijstgevel |
| De Rozijnkorf | Woonhuis                  | ca. 1550                                                                             |                                          | Voorstraat 282         | 51° 48' 52" NB, 4° 39' 58" OL | 13897  | Meer afbeeldingen |
| Pand met lijstgevel met geprofileerde houten vensteromlijstingen | Woonhuis                  | tweede kwart 19e eeuw                                                                |                                          | Voorstraat 290C        | 51° 48' 52" NB, 4° 39' 58" OL | 13898  | Upload foto |
| Waalse kerk | Kerk en kerkonderdeel     | 1840 (ingewijd)                                                                      | G.N. Itz                                 | Voorstraat 296         | 51° 48' 50" NB, 4° 39' 56" OL | 13899  | Meer afbeeldingen |
| Pand met eenvoudige, verkropte lijstgevel | Woonhuis                  |                                                                                      |                                          | Voorstraat 316         | 51° 48' 49" NB, 4° 39' 53" OL | 13900  | Meer afbeeldingen |
| Pand met geverfde lijstgevel | Woonhuis                  | mogelijk ca. 1800                                                                    |                                          | Voorstraat 318         | 51° 48' 49" NB, 4° 39' 52" OL | 13901  | Meer afbeeldingen |
| Hoekpand Lombardstraat. Diep woonhuis met door zadeldak tussen puntgevels gedekt dwarshuis en haaks daarop geplaatst achterhuis. Empire schuiframen. Zolderhijsluiken in de puntgevel aan de Lombardstraat-zijde       | Werk-woonhuis             | eerste kwart 18e eeuw                                                                |                                          | Voorstraat 322         | 51° 48' 48" NB, 4° 39' 51" OL | 13902  | Meer afbeeldingen |
| Pand met gepleisterde lijstgevel voor ouder huis | Onderdeel woningen e.d.   | derde kwart 19e eeuw                                                                 |                                          | Voorstraat 324         | 51° 48' 48" NB, 4° 39' 51" OL | 13903  | Meer afbeeldingen |
| De Gekroonde Haring | Woonhuis                  | eerste kwart 18e eeuw (voorgevel)                                                    |                                          | Voorstraat 326         | 51° 48' 48" NB, 4° 39' 51" OL | 13904  | Meer afbeeldingen |
| Achterhuis, zichtbaar van de Kleine Spuistraat met op de hoek halfronde traptoren en achtergevel met drielichtsvenster                                                                                                 | Woonhuis                  | 1620 (jaartal)                                                                       |                                          | Kleine Spuistraat 5a   | 51° 48' 48" NB, 4° 39' 48" OL | 13905  | Achterhuis, zichtbaar van de Kleine Spuistraat met op de hoek halfronde traptoren en achtergevel met drielichtsvenster                                                                        |
| Pand met eenvoudige lijstgevel | Woonhuis                  | derde kwart 19e eeuw                                                                 |                                          | Voorstraat 354         | 51° 48' 48" NB, 4° 39' 46" OL | 13906  | Meer afbeeldingen |
| Pand met eenvoudige lijstgevel | Woonhuis                  | laatste kwart 18e eeuw                                                               |                                          | Voorstraat 356         | 51° 48' 48" NB, 4° 39' 46" OL | 13907  | Meer afbeeldingen |
| Pand met eenvoudige lijstgevel, midden | Werk-woonhuis             | midden 19e eeuw                                                                      |                                          | Voorstraat 360         | 51° 48' 48" NB, 4° 39' 45" OL | 13908  | Meer afbeeldingen |
| Pand met eenvoudige lijstgevel | Woonhuis                  | midden 19e eeuw                                                                      |                                          | Voorstraat 362         | 51° 48' 48" NB, 4° 39' 45" OL | 13909  | Meer afbeeldingen |
| Pand met eenvoudige lijstgevel | Werk-woonhuis             | midden 19e eeuw                                                                      |                                          | Voorstraat 366         | 51° 48' 48" NB, 4° 39' 45" OL | 13910  | Meer afbeeldingen |
| Pand met eenvoudige lijstgevel | Werk-woonhuis             | midden 19e eeuw                                                                      |                                          | Voorstraat 368         | 51° 48' 48" NB, 4° 39' 45" OL | 13911  | Meer afbeeldingen |
| Pand met eenvoudige lijstgevel | Werk-woonhuis             | tweede helft 18e eeuw                                                                |                                          | Voorstraat 374         | 51° 48' 48" NB, 4° 39' 44" OL | 13912  | Meer afbeeldingen |
| Pand, een geheel vormend met vijf vensters brede monumentale lijstgevel | Woonhuis                  | ca. 1765                                                                             |                                          | Voorstraat 376         | 51° 48' 48" NB, 4° 39' 44" OL | 13913  | Meer afbeeldingen |
| Pand, een geheel vormend met vijf vensters brede monumentale lijstgevel | Werk-woonhuis             | ca. 1765                                                                             | H.A. Reus (winkelpui)                    | Voorstraat 378         | 51° 48' 48" NB, 4° 39' 44" OL | 13914  | Meer afbeeldingen |
| Pand met gepleisterde gevel met kroonlijst en opzetstuk boven middenvenster tweede verdieping | Woonhuis                  | laatste kwart 18e eeuw                                                               |                                          | Voorstraat 382         | 51° 48' 48" NB, 4° 39' 43" OL | 13915  | Meer afbeeldingen |
| Gebouw, oorspronkelijk drie woonhuizen, thans een winkelpand | Werk-woonhuis             | 18e eeuw (woonhuizen) 19e eeuw (lijstgevels)                                         |                                          | Voorstraat 384         | 51° 48' 48" NB, 4° 39' 43" OL | 13916  | Meer afbeeldingen |
| Voormalig pakhuis, thans winkel- en woonhuis. Natuurstenen hoekblokken. Middenstijlen in de vensters | Opslag                    | 15e eeuw (pakhuis) 18e eeuw (roedenverdeling)                                        |                                          | Voorstraat 386         | 51° 48' 48" NB, 4° 39' 42" OL | 13917  | Meer afbeeldingen |
| Hoekhuis pelserstraat met verkropte lijstgevel | Werk-woonhuis             | laatste kwart 18e eeuw (pand) 1624 (zijgevel)                                        |                                          | Voorstraat 388         | 51° 48' 48" NB, 4° 39' 42" OL | 13918  | Meer afbeeldingen |
| Pand met gevel met verkropte kroonlijst | Woonhuis                  | tweede helft 18e eeuw                                                                |                                          | Voorstraat 402         | 51° 48' 48" NB, 4° 39' 39" OL | 13919  | Pand met gevel met verkropte kroonlijst |
| Pand met gevel met gesneden lijst en consoles | Woonhuis                  | 1735 (jaartal)                                                                       |                                          | Voorstraat 404         | 51° 48' 48" NB, 4° 39' 39" OL | 13920  | Pand met gevel met gesneden lijst en consoles |
| Hoekpand Ruitenstraat met lijstgevel. De gevel telt vier vensterassen, waarvan de derde van links als risaliet is behandeld en bekleed met hardsteen                                                                   | Woonhuis                  | 1774 (jaartal)                                                                       |                                          | Voorstraat 410         | 51° 48' 49" NB, 4° 39' 38" OL | 13921  | Meer afbeeldingen |
| Pand met lijstgevel | Woonhuis                  | eerste kwart 18e eeuw                                                                |                                          | Voorstraat 412         | 51° 48' 49" NB, 4° 39' 38" OL | 13922  | Meer afbeeldingen |
| Hoekpand Dolhuisstraat. Gepleisterde lijstgevel | Werk-woonhuis             | eerste helft 19e eeuw                                                                |                                          | Voorstraat 428         | 51° 48' 49" NB, 4° 39' 36" OL | 13923  | Meer afbeeldingen |
| Pand met gepleisterde lijstgevel | Werk-woonhuis             | eerste helft 19e eeuw                                                                |                                          | Voorstraat 430         | 51° 48' 49" NB, 4° 39' 36" OL | 13924  | Meer afbeeldingen |
| Pand met eenvoudige lijstgevel | Werk-woonhuis             | laatste kwart 19e eeuw                                                               |                                          | Voorstraat 432         | 51° 48' 49" NB, 4° 39' 36" OL | 13925  | Meer afbeeldingen |
| Pand met gepleisterde lijstgevel met onder de kroonlijst imitatie rococo consoles in stuc en houtsnijwerk | Werk-woonhuis             | derde kwart 19e eeuw                                                                 |                                          | Voorstraat 436         | 51° 48' 49" NB, 4° 39' 36" OL | 13926  | Meer afbeeldingen |
| Pand met gepleisterde lijstgevel | Woonhuis                  | eerste helft 19e eeuw                                                                |                                          | Voorstraat 440         | 51° 48' 49" NB, 4° 39' 35" OL | 13927  | Meer afbeeldingen |
| Hoekpand Molenstraat. Huis, waarvan nog de zijgevel met uitgekraagde schoorsteen zichtbaar is. De voorgevel heeft een kroonlijst met triglyphen en metopen                                                             | Werk-woonhuis             | 17e eeuw (huis) ca. 1800 (voorgevel)                                                 |                                          | Voorstraat 444         | 51° 48' 49" NB, 4° 39' 35" OL | 13928  | Meer afbeeldingen |
| Pand met lijstgevel met verkropte kroonlijst | Woonhuis                  | midden 18e eeuw                                                                      |                                          | Voorstraat 450         | 51° 48' 49" NB, 4° 39' 34" OL | 13929  | Meer afbeeldingen |
| Pand met smalle gevel met verkropte kroonlijst met in de verdiepingen schuiframen | Werk-woonhuis             | tweede helft 18e eeuw                                                                |                                          | Voorstraat 452         | 51° 48' 49" NB, 4° 39' 34" OL | 13930  | Meer afbeeldingen |
| Voormalige winkel met toonzaal | Winkel                    | 1902                                                                                 | Carel Tenenti jr.                        | Voorstraat 180         | 51° 48' 59" NB, 4° 40' 11" OL | 522339 | Meer afbeeldingen |
| Winkelwoning met achterhuis | Werk-woonhuis             | 1893 (winkelwoning) 18e eeuw (achterhuis)                                            | H.A. Reus                                | Voorstraat 251         | 51° 48' 57" NB, 4° 40' 8" OL  | 522340 | Meer afbeeldingen |
| Dubbele winkelwoning | Werk-woonhuis             | 1905-1906                                                                            | Antonie Ek AJzn.                         | Voorstraat 420         | 51° 48' 49" NB, 4° 39' 37" OL | 522341 | Meer afbeeldingen |
| Winkelwoonhuis | Werk-woonhuis             | 1875-1900                                                                            | gebr. Ek ("architecten en timmerlieden") | Voorstraat 424         | 51° 48' 49" NB, 4° 39' 37" OL | 522342 | Meer afbeeldingen |
| Winkel-woonhuis | Werk-woonhuis             | ca. 1885                                                                             |                                          | Voorstraat 475         | 51° 48' 50" NB, 4° 39' 36" OL | 522343 | Winkel-woonhuis |
| Winkel-woonhuis | Werk-woonhuis             | ca. 1880                                                                             |                                          | Voorstraat 249         | 51° 48' 56" NB, 4° 40' 9" OL  | 522372 | Winkel-woonhuis |